# Американський університет Вірменії
Американський університет Вірменії (вірм. Հայաստանի Ամերիկյան Համալսարան, англ. American University of Armenia) — приватний університет в Єревані. Заснований у 1991 році. До його створення спонукала трагедія, що сталася під час Спітакського землетрусу у 1988 році. Університет став першим, що запровадив західні стандарти освіти в країні.

## Історія створення
Після Спітакського землетрусу декілька сейсмологів із Заходу приїхали до Вірменії для відновлення регіону катастрофи. У 1989 році Юрій Саркісян, ректор Єреванського політехнічного інституту запропонував Армену Дер Кюрегяну, професору будівельної інженерії Університету Каліфорнії (Берклі), що має бути створений вірменський технічний університет на основі західної моделі освіти, для подальшого сприяння освітнього прогресу у Вірменії.
Пропозиція була переформатована до створення університету, де за основу взята американська модель. Дер Кюрегян та інший американський фахівець-сейсмолог Мігран Агбабян, професор Університету Південної Каліфорнії, взялися за реалізацію поставленої мети. Ряд американських та вірменських академіків підтримали зазначену концепцію створення університету. Дер Кюрегян та Агбабян, а пізніше і Степан Карамардян — колишній декан Школи менеджменту Гарі Андерсона Каліфорнійського університету у Ріверсайді, представили свою пропозицію Уряду Вірменії.
Дві організації взялися за реалізацію ідеї створення Американського університету Вірменії — Всевірменський благодійний союз (AGBU) та Університет Каліфорнії. Також вірменський уряд в особі Міністерства вищої освіти та науки (нині Міністерство освіти та науки) надав фінансову та логістичну підтримку університету в період з 1989 по 1991 роки. 1990 року президія Університету Каліфорнії ухвалила рішення про співпрацю з новим університетом, результатом якої стала технічна підтримка, обмін досвідом, та підготовка кадрів для Американського університету Вірменії.
Після проголошення незалежності Вірменії, у вересні 1991 року навчання в університеті розпочали 101 студент.